# Vollèges
Vollèges est une ancienne commune suisse du canton du Valais, située dans le district d'Entremont. Vollèges se situe dans le val de Bagnes.
À la suite de la votation populaire du 10 février 2019, la commune fusionne avec la commune de Bagnes pour former la nouvelle commune de Val de Bagnes, le 1er janvier 2021.

## Géographie
La commune de Vollèges est formée d'un agrégat de plusieurs villages (Vollèges, Cries, Etiez), tous situés sur le Mont Chemin. Vollèges est également le nom du plus grand village de la commune ; celui-ci est situé sur la route de Verbier, non loin de Sembrancher et de la route du Grand-Saint-Bernard, une des deux seules liaisons internationales du Valais vers l'Italie. Les autres villages, Le Levron, Chemin-Dessus, Vens, tous situés en altitude, ont des liaisons routières plus restreintes et plus difficiles. Plusieurs cols carrossables mettent Vollèges en relation avec la vallée du Rhône : col des Planches, col du Tronc, col du Lein. Cependant, ces voies d'accès sont devenues secondaires après l'amélioration du réseau routier dans l'Entremont.

## Population

### Gentilés et surnoms
Les habitants de la localité se nomment les Vollégeards (i Volèdzâ en patois valaisan). Ils sont surnommés les Goitreux.
Les habitants de Chemin se nomment les Cheminards (i Tsemenyâ en patois valaisan) ; ceux de Levron, les Levronnins (les Levronindzes au féminin) ; et ceux de Vens, les Vensards (i Vinsâ en patois valaisan).

### Démographie
Vollèges compte 2 041 habitants au 31 décembre 2020, avant sa fusion avec Bagnes.
Évolution de la population de Vollèges entre 1850 et 2023,
Le graphique qui aurait dû être présenté ici ne peut pas être affiché car il utilise l'ancienne extension Graph, désactivée pour des questions de sécurité. Des indications pour créer un nouveau graphique avec la nouvelle extension Chart sont disponibles ici.

## Économie
L'approvisionnement en eau (problématique en raison de l'altitude, de l'éloignement des cours d'eau et de la rareté des sources) a longtemps constitué un défi pour le développement de la commune. Cependant, la construction du barrage de Mauvoisin en 1958 permit de mettre fin à ce problème. Hormis l'exploitation du bois et un peu d'agriculture, la commune a connu un développement essentiellement touristique (résidences secondaires).
En 2007, un important projet immobilier du promoteur Christian Constantin au col des Planches a provoqué l'opposition de nombreux résidents de la commune, soutenus par l'écologiste Franz Weber.
Le Mont Chemin est connu pour être l'un des plus riches et intéressants sites du Valais sur le plan de la minéralogie[réf. nécessaire]. À Chemin-Dessus, par exemple, une mine d'extraction de fer a été en activité au début du XXe siècle. L'activité minière y a laissé quelques galeries (Trou des moutons) sur le versant sud. Toute activité minière a cessé, et la commune tente de réhabiliter le Sentier des mines. L'extraction de pierre fut aussi pratiquée à Vollèges.

## Culture et patrimoine

### Patrimoine bâti
L'église paroissiale Saint-Martin de Vollèges, au sud-ouest du village, est attestée dès le XIIe siècle. Reconstruit entre 1456 et 1506, le clocher à remarquable flèche de pierre est attribuable au maître maçon Jean Vaulet-Dunoyer. La nef a été reconstruite en 1733, puis restaurée en 1946 et 2006.

### Personnalités
Chemin-Dessus, l'un des villages de la commune, a acquis une certaine célébrité en raison du fait qu'il abrite la résidence secondaire du conseiller fédéral Pascal Couchepin. Cela a donné lieu à quelques manifestations de protestations autour du chalet de l'homme politique et à des opérations de communication du politicien.
Chemin-Dessus abrite également la résidence secondaire de l'ancien chancelier de la Confédération, François Couchepin, ainsi que de plusieurs personnalités de l'économie valaisanne, par exemple Léonard Gianadda.

### Héraldique
| Blason | Blasonnement : « D'azur à deux montagnes d'argent terrassées de sinople et surmontées de deux étoiles d'or, un sapin arraché de sinople fûté au naturel brochant sur le tout. » |

Les armoiries de Vollèges représentent la géographie de la commune. Les étoiles symbolisent Vollèges et Le Levron et les montagnes représentent le territoire dominant le pas de Lin.

### Fonds d'archives
- Fonds : Vollèges, Commune (1299-1956) [7,69 mètres].  Cote : CH AEV, AC Vollèges. Sion : Archives de l'État du Valais (présentation en ligne).